# Safety Shredder Company
Safety Shredder Company war ein US-amerikanischer Hersteller von Automobilen.

## Unternehmensgeschichte
W. C. Bond, G. W. Hillock, S. P. Jennings, T. B. Millikin, George Murphy, George Pittman, Orlando S. Saffell, Dr. Thompson, F. L. Wayman und andere gründeten 1898 das Unternehmen. Der Sitz war in New Castle in Indiana. Eine Quelle vom 9. Januar 1902 gibt an, dass das Unternehmen anfangs Safety Corn Husker and Shredder Company hieß und kürzlich umfirmierte in Safety Shredder Company. Es stellte landwirtschaftliche Geräte her.
Benjamin Lawter hatte 1909 zwei Personenkraftwagen entwickelt. Er suchte ein eigenes Werk für die Produktion. Bevor es dazu kam, stellte die Safety Shredder Company die Fahrzeuge her. Die Produktion von Automobilen fand nur 1909 statt. Der Markenname lautete Lawter. Außerdem ist bekannt, dass 1907 ein Viertaktmotor entstand, der heute noch existiert.
Es ist nicht bekannt, wann das Unternehmen aufgelöst wurde.

## Fahrzeuge
Beide Modelle hatten einen Zweizylindermotor. Die Motorleistung wurde über ein Planetengetriebe mit drei Gängen und zwei Ketten an die Hinterachse übertragen.
Der Sixteen hatte einen Motor mit 114,3 mm Bohrung, ebenfalls 114,3 mm Hub, 2346 cm³ Hubraum und 16 PS Leistung. Das Fahrgestell hatte 229 cm Radstand. Der Aufbau war ein Baby Tonneau mit vier Sitzen.
Der Twenty hatte einen Motor mit 127 mm Bohrung, 127 mm Hub, 3217 cm³ Hubraum und 20 PS Leistung. Der Radstand war mit 239 cm etwas länger. Der offene Tourenwagen war fünfsitzig.

## Modellübersicht
| Jahr | Modell  | Zylinder | Leistung (PS) | Radstand (cm) | Aufbau                |
| ---- | ------- | -------- | ------------- | ------------- | --------------------- |
| 1909 | Sixteen | 2        | 16            | 229           | Baby Tonneau 4-sitzig |
| 1909 | Twenty  | 2        | 20            | 239           | Tourenwagen 5-sitzig  |